# Ptychozoon kaengkrachanense
Espèce
Ptychozoon kaengkrachanense est une espèce de geckos de la famille des Gekkonidae.

## Répartition
Cette espèce est endémique de la province de Phetchaburi en Thaïlande.
On le trouve dans les forêts tropicales du parc national de Kaeng Krachan.

## Étymologie
Son nom d'espèce, composé de kaengkrachan et du suffixe latin -ensis, « qui vit dans, qui habite », lui a été donné en référence au lieu de sa découverte, le parc national de Kaeng Krachan.
On l'appelle en thaïlandais ตุ๊กแกบินแก่งกระจาน (took gaeh bin Kaeng Krachan), ce qui se traduit par gecko volant de Kaeng Krachan.

## Publication originale
- Sumontha, Pauwels, Kunya, Limlikhitaksorn, Ruksue, Taokratok, Ansermet & Chanhome, 2012 : A new species of Parachute Gecko (Squamata: Gekkonidae: genus Ptychozoon) from Kaeng Krachan National Park, western Thailand. Zootaxa, n. 3513, p. 68–78.